# Караков Олександр Садійович
Караков Олександр Садійович — сержант Збройних сил України 91-го Охтирського інженерного полку, старший механік-водій інженерно-дорожної роти.
Закінчив школу, Охтирське професійно-технічне училище, пішов на професійну службу до армії.

## Нагороди
14 серпня 2014 року — за особисту мужність і героїзм, виявлені у захисті державного суверенітету та територіальної цілісності України, вірність військовій присязі під час російсько-української війни, відзначений — нагороджений орденом «За мужність» III ступеня.